# Louise Bone Eavey
Mary Louise Bone Eavey (Xenia, Ohio, 8 de diciembre de 1900-San Gabriel, California, 27 de abril de 1971) fue una escritora cristiana de libros infantiles.

## Biografía

### Nacimiento
Eavey nació el 8 de diciembre de 1900 en Xenia, estado de Ohio.

### Familia
Su padre fue Charles Edgar Bone y su madre Laura Alice Crow Bone. Su hermano fue Charles Archibald Bone.

### Educación
Louise Bone Eavey asistió a Antioch College.

### Carrera
Louise Eavey fue ama de casa hasta que quedó viuda en 1965; se dedicó a la escritura, escribiendo cuatro libros cristianos para niños, entre ellos A Child's Shining Pathway to Christian Nursery Rhymes (1961), Poems for Children (1964),  y su último libro, Things to Enjoy: Poetry (1969). Además es fundamentalmente conocida por redactar el poema Light of the World.

### Muerte
Louise Bone Eavey murió el 27 de abril de 1971. Fue sepultada en Woodland Cemetery, Xenia, Ohio, Estados Unidos.